# Белостокский повет
Белостокский повет (пол. Powiat białostocki) — повет (район) в Польше, входит как административная единица в Подляское воеводство. Центр повета — город Белосток (в состав повета не входит). Занимает площадь 2984,64 км². Население — 145 486 человек (на 30 июня 2015 года).

## География
Белостокский повет граничит с Хайнувским и Бельским поветом на юге, Высокомазовецким, Замбрувским и Ломжинским поветами на западе, с Монькским поветом на северо-западе и Сокульским поветом на северо-востоке. На востоке повет граничит с Белоруссией.

## Административное деление
Белостокский повет делится на 15 гмин.
| №  | Герб | Гмина              | Статус            | Площадь, км² | Население, чел. | Административный центр |
| -- | ---- | ------------------ | ----------------- | ------------ | --------------- | ---------------------- |
| 10 | Герб | Грудек             | сельская          | 430,6        | 5443            | Грудек                 |
| 9  | Герб | Добжинево-Дуже     | сельская          | 160,67       | 8845            | Добжинево-Дуже         |
| 8  | Герб | Заблудув           | городско-сельская | 339,76       | 9177            | Заблудув               |
| 7  | Герб | Василькув          | городско-сельская | 127,17       | 14 699          | Василькув              |
| 15 | Герб | Завады             | сельская          | 112,67       | 2841            | Завады                 |
| 3  | Герб | Лапы               | городско-сельская | 112,67       | 22 203          | Лапы                   |
| 12 | Герб | Михалово           | сельская          | 409,19       | 6936            | Михалово               |
| 13 | Герб | Посвентне          | сельская          | 409,19       | 3587            | Посвентне              |
| 4  | Герб | Супрасль           | городско-сельская | 187,96       | 14 519          | Супрасль               |
| 5  | Герб | Сураж              | городско-сельская | 76,6         | 2024            | Сураж                  |
| 14 | Герб | Туроснь-Косьцельна | сельская          | 140,3        | 6055            | Туроснь-Косьцельна     |
| 6  | Герб | Тыкоцин            | городско-сельская | 207,34       | 6409            | Тыкоцин                |
| 1  | Герб | Хорощ              | городско-сельская | 163,5        | 14 655          | Хорощ                  |
| 2  | Герб | Чарна-Белостоцка   | городско-сельская | 206,54       | 11 656          | Чарна-Белостоцка       |
| 11 | Герб | Юхновец-Косьцельны | сельская          | 172,06       | 15 591          | Юхновец-Косьцельны     |

## Демография
Население повета дано на 30 июня 2015 года.
| Перепись            | Всего   | Мужчины | Женщины |
| ------------------- | ------- | ------- | ------- |
|                     | чел.    | чел.    | чел.    |
| Всего               | 145 486 | 71 719  | 73 767  |
| Городское население | 55 201  | 26 682  | 28 519  |
| Сельское население  | 90 285  | 45 037  | 45 248  |